# Ferenczi György (zenész)
Ferenczi György (Budapest, 1968. október 12. –) Máté Péter-díjas magyar szájharmonika-művész, énekes, hegedűs, gitáros, érdemes művész.

## Életpályája
Ferenczi József és Görög Ágota gyermekeként született. 1985-ben country-zenészként kezdte pályafutását a Kápa együttesben, négy évig külföldön játszott a Rodeo zenekarral. 1993-ban a trossingeni szájharmonika-világbajnokságon Szabó Tamással megosztott 5. helyezést értek el, kiváló minősítést szereztek. 2001–ben eMeRTon-, 2004-ben Artisjus-díjat nyert.
Fúziós zenét játszik, egyre inkább határozottan a népzene felé fordulva.
Stúdiózenészként közel 250 lemezen játszott. Dolgozott a Hobo Blues Banddel, az LGT-vel, a Takáts Tamás Dirty Blues Banddel, az Eddával, Tóth János Rudolffal, Zoránnal, Kimnowákkal, Gerendás Péterrel, Ganxsta Zolee és a Kartellel, Dopemannel, és még sokan másokkal.
2021-től A DAL zsűritagja.

## Diszkográfia
- 1989-92 – 4 lemez RODEO – Ausztria
- S modell (2 lemez)

### 1992–2003 Herfli Davidson
- 1992 – Live
- 1993 – I feel good
- 1994 – Dohnányi Koncert
- 1996 – Yoó a film? (EMI)
- 1996 – A legenda folytatódik...
- 1997 – Pacal-Jedi (nem jelent meg)
- 1999 – Hamvadó cigarettavég
- 1999 – Dumm-dumm
- 2000 – Tíz kicsi elefánt
- 2003 – Neomatyó show

### 2000–2002 Dioptrió
- 2000 – Do what you like
- 2002 – Másfeledik album

### 2004–napjainkig Rackajam
- 2005 – How Mr. Hendrix met a Hungarian Shaman in the Diatonic church
- 2005 – Csárdafunk
- 2006 – Petőfi
- 2007 – Milyen lárma?
- 2008 – Petőfilm
- 2009 – A Rackajam és a Herfli Davidson közös koncertje
- 2010 – A Rackák Világa
- 2013 – Csikhágó blues
- 2014~2015 – Rackák menni Amerika!
- 2015 – Kelet-Nyugat
- 2016 – Betyárjáték
- 2017 – 69
- 2018 – Mindenek szerelme
- 2019 – Áldás, rockandroll
- 2020 – Rackák a zűrben

## Díjai, elismerései
- eMeRTon-díj (2006)
- Gundel művészeti díj (2009)
- Párhuzamos Kultúráért díj (2010)[4]
- Magyar Arany Érdemkereszt (2012)
- Máté Péter-díj (2019)
- Érdemes művész (2024)